# Championnat du Tadjikistan de football 2008
Navigation
Saison précédente Saison suivante
La saison 2008 du Championnat du Tadjikistan de football est la 17e édition de la première division au Tadjikistan. La compétition regroupe onze clubs, qui s'affrontent quatre fois, deux fois à domicile et deux fois à l'extérieur. En fin de saison, le dernier du classement est relégué et remplacé par les deux meilleurs clubs de deuxième division, afin de pouvoir disposer d'une élite à douze clubs la saison prochaine.
C'est le club de Regar-TadAZ Tursunzoda qui remporte à nouveau la compétition cette saison après avoir terminé en tête du classement final, avec onze points d'avance sur Parvoz Bobojon Ghafurov et treize sur le FK Khodjent. C'est le septième titre de champion du Tadjikistan de l'histoire du club.
Deux clubs quittent la compétition en novembre : le CSKA-Pamir Douchanbé le 9 et Saroykamar Panj le 27. Les matchs qu'il leur reste à disputer sont perdus sur tapis vert 0-3. Cependant, le CSKA échappe à la relégation car, en plus de Saroykamar Panj, deux autres formations abandonnent le haut niveau à l'issue de la saison, le Dinamo Douchanbé et TajikTelecom Qurghonteppa.

## Les clubs participants
| - Dinamo Douchanbé - Saroykamar Panj - Regar-TadAZ Tursunzoda - FK Khodjent - Parvoz Bobojon Ghafurov - TajikTelecom Qurghonteppa | - Vakhsh Qurghonteppa - Energetik Douchanbé - SSKA Pamir Douchanbé - Ravshan Kulob - Promu de D2 - Guardia Douchanbé |

## Compétition
Le barème de points servant à établir le classement se décompose ainsi :
- Victoire : 3 points
- Match nul : 1 point
- Défaite : 0 point

### Classement
| Rang | Équipe                    | Pts | J  | G  | N  | P  | Bp  | Bc  | Diff |
| ---- | ------------------------- | --- | -- | -- | -- | -- | --- | --- | ---- |
| 1    | Regar-TadAZ TursunzodaT   | 101 | 40 | 32 | 5  | 3  | 129 | 36  | +93  |
| 2    | Parvoz Bobojon Ghafurov   | 90  | 40 | 28 | 6  | 6  | 89  | 29  | +60  |
| 3    | FK KhodjentC              | 88  | 40 | 28 | 4  | 8  | 71  | 33  | +38  |
| 4    | Vakhsh Qurghonteppa       | 66  | 40 | 21 | 3  | 16 | 59  | 46  | +13  |
| 5    | Energetik Douchanbé       | 65  | 40 | 20 | 5  | 15 | 73  | 49  | +24  |
| 6    | Dinamo Douchanbé          | 59  | 40 | 16 | 11 | 13 | 56  | 50  | +6   |
| 7    | TajikTelecom Qurghonteppa | 56  | 40 | 18 | 2  | 20 | 67  | 68  | -1   |
| 8    | Saroykamar Panj           | 29  | 40 | 8  | 5  | 27 | 43  | 91  | -48  |
| 9    | Guardia Douchanbé         | 28  | 40 | 7  | 7  | 26 | 34  | 82  | -48  |
| 10   | Ravshan KulobP            | 27  | 40 | 7  | 6  | 27 | 43  | 103 | -60  |
| 11   | SSKA Pamir Douchanbé      | 23  | 40 | 7  | 2  | 31 | 21  | 98  | -77  |

|  | Qualification pour la Coupe du président de l'AFC 2009                       |
|  | Retrait du championnat en fin de saison                                      |
|  | T : Tenant du titre C : Vainqueur de la Coupe du Tadjikistan P : Promu de D2 |

## Bilan de la saison
| Championnat du Tadjikistan de football 2008 |                                     |
| Champion                                    | Regar-TadAZ Tursunzoda (7e titre)   |
| Coupes et trophées                          |                                     |
| Vainqueur de la Coupe du Tadjikistan 2008   | FK Khodjent                         |
| Qualifications continentales                |                                     |
| Coupe du président de l'AFC 2009            | Regar-TadAZ Tursunzoda              |
| Promotions et relégations                   |                                     |
| Promus en Vysshaya Liga                     | FK Spitamen                         |
| Promus en Vysshaya Liga                     | Istiqlol Douchanbé                  |
| Relégués en Deuxième division               | Dinamo Douchanbé (retrait)          |
| Relégués en Deuxième division               | TajikTelecom Qurghonteppa (retrait) |
| Relégués en Deuxième division               | Saroykamar Panj (retrait)           |